# Walter Carvalho
Walter Carvalho e Silva (João Pessoa, 1948) è un direttore della fotografia e regista brasiliano.

## Riconoscimenti
- Camerimage 1998: Rana d'oro

## Filmografia parziale

### Direttore della fotografia
- Terra Estrangeira, regia di Walter Salles e Daniela Thomas (1996)
- Central do Brasil, regia di Walter Salles (1998)
- Midnight (O Primeiro Dia), regia di Walter Salles e Daniela Thomas (1998)
- Noticias de uma Guerra Particular, regia di João Moreira Salles e Kátia Lund (1999)
- Disperato aprile (Abril Despedaçado), regia di Walter Salles (2001)
- Lavoura Arcaica, regia di Luiz Fernando Carvalho (2001)
- Madame Satã, regia di Karim Aïnouz (2002)
- Carandiru, regia di Héctor Babenco (2003)
- Filme de Amor, regia di Júlio Bressane (2003)
- Santiago, regia di João Moreira Salles (2007)
- A Erva do Rato, regia di Júlio Bressane e Rosa Dias (2008)